# MBQ
MBQは、フェリーペ・スミス(Felipe Smith)のOELマンガ作品。全3巻。発行はTOKYOPOP。
邦訳版は2007年にeBookJapanより電子書籍として配信された『MBQ　～What's up?　転・落・人・生!!!～』及び、2009年にソフトバンククリエイティブより刊行の『MBQ -テイルズ・オブ・LA-』の二種類がある。

## 概要
アメリカのロスアンジェルスに住む漫画家志望の青年オマリオを中心としたバイオレンスアクションコメディ。
第1巻は2005年6月刊行、第2巻は2006年4月刊行。第3巻は2007年10月刊行。TOKYOPOPの新人漫画賞Rising Stars of Manga第3回準優勝作『Felipe Smith Draws Manga』を原型としている。

## あらすじ
ロスアンジェルスで友人のジェフと共同生活をしながら漫画家を目指すオマリオは、夢ばかり大きく根拠の無い自信に満ち溢れているが、現実は自作が出版される見込みの無いまま貧乏生活を続ける無職の一青年だ。現実逃避を続けるオマリオの周囲には、着実に夢の実現の為に努力を重ねる友人達や、オマリオを一方的に利用するギャングスタのディーなどがそれぞれの生活を営んでいる。オマリオは今の状態から抜け出すことができるのだろうか。

## 登場人物
オマリオ
漫画家志望の青年。型にはまった主流のスーパーヒーローコミックを軽蔑し、「真のオリジナリティのある漫画」で成功することを夢見る。口先ばかりで行動の伴わない無職のダメ男。
ジェフ
オマリオと同居している脚本家志望の巨体の青年。ハンバーガーショップMcBurger Queen(MBQ)で働きながら脚本を執筆している。MBQでは店長候補として信頼される一方、映画会社からも脚本の採用通知を受け取る。
ブライアン
カラオケ店で働く日系アメリカ人。週末には地元の人気ヒップホップグループRLCのMCとして活動している。オマリオの友人。
エイデン・オマリー
警官学校を首席で卒業した新人警官。折り目正しく有能だが、子供の頃に陰湿なイジメを受けていたトラウマにより解離傾向を持ち、発作的に過激な暴力を振るう。
フィンチ
ロサンゼルス市警のベテラン警官。エイデンの精神状態を危ぶんでいる。
ディー
電気製品の窃盗と密売を主なシノギとしているアフリカ系のギャングスタ。韓国系マフィアや地下格闘技のチャンピオン等と次々に血なまぐさい抗争を起こしている。オマリオはディー達をダンスクラブの用心棒と勘違いしたまま友人付き合いをしている。